# Dausa
Dausa là một thành phố và khu đô thị của quận Dausa thuộc bang Rajasthan, Ấn Độ.

## Địa lý
Dausa có vị trí 26°53′B 76°20′Đ / 26,88°B 76,33°Đ Nó có độ cao trung bình là 327 mét (1072 feet).

## Nhân khẩu
Theo điều tra dân số năm 2001 của Ấn Độ, Dausa có dân số 61.589 người. Phái nam chiếm 53% tổng số dân và phái nữ chiếm 47%. Dausa có tỷ lệ 66% biết đọc biết viết, cao hơn tỷ lệ trung bình toàn quốc là 59,5%: tỷ lệ cho phái nam là 76%, và tỷ lệ cho phái nữ là 54%. Tại Dausa, 16% dân số nhỏ hơn 6 tuổi.